# Máy bay vận tải

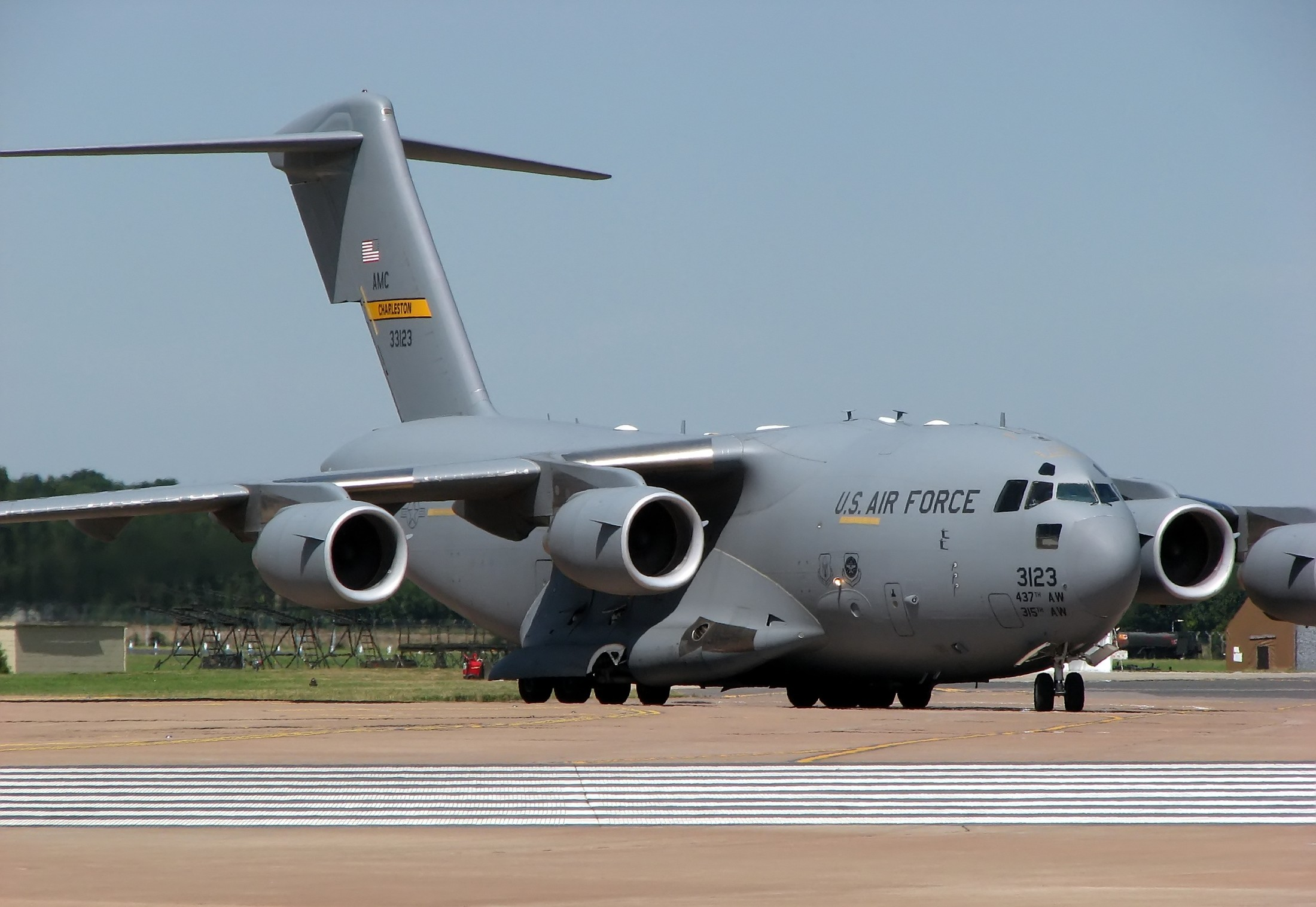
Máy bay vận tải quân sự Boeing C-17A Globemaster III

Máy bay vận tải' (các tên khác như: máy bay chở hàng, máy bay hàng hóa) là một máy bay cánh cố định được thiết kế hay chuyển đổi từ chở khách sang chở hàng để mang hàng hóa hơn là để chở hành khách.Đây là những máy bay đặc biệt và nói chung những máy bay này có một cửa lớn để chất và bốc dỡ hàng hóa.Máy bay chuyên chở có thể được sử dụng trong các hãng hàng không dân sự để chở hàng hoặc hành khách,hay trong các lực lượng quân sự,hay các cá nhân của các nước riêng lẻ.Tuy nhiên, đa số hàng hóa được chứa trên các container ULD đặc biệt trong những khoang hàng của máy bay chở khách.
Máy bay được thiết kế để chở hàng hóa có một số đặc tính để phân biệt với máy bay chở khách truyền thống:thân máy bay rất lớn,cánh dài và độ cao cho phép khu vực hàng hóa đặt gần nền,các lốp lớn cho phép nó hạ cánh tại những vị trí chưa được chuyển bị trước,và một cánh cửa được đặt cao giúp hàng hóa được đưa vào hoặc lấy ra trực tiếp khỏi máy bay.

## Lịch sử

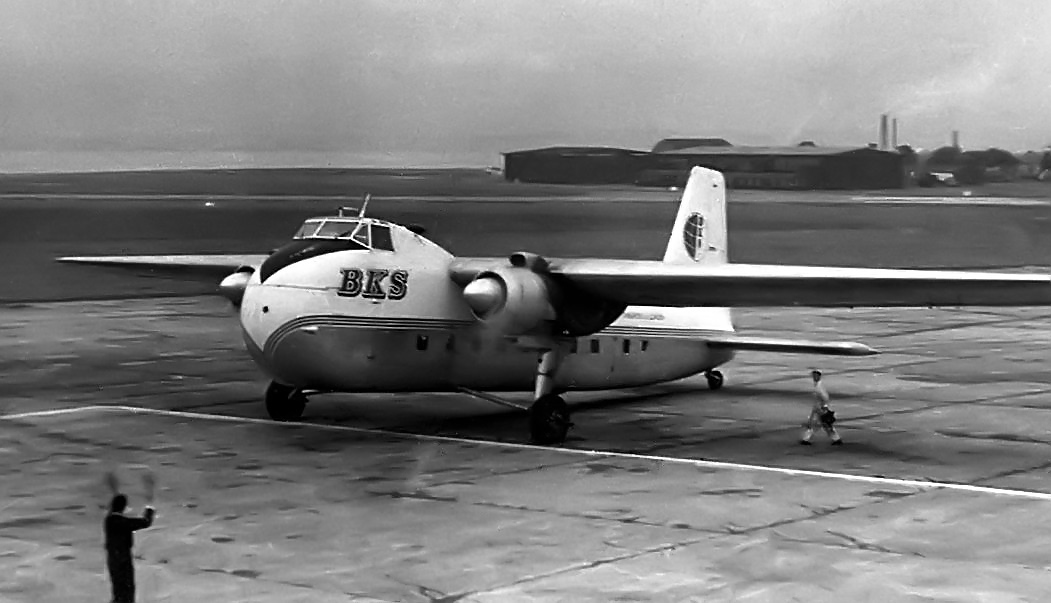
A Bristol Freighter from the 1960s, with front opening clamshell doors and 747 style flight deck buldge

Máy bay được sử dụng để vận chuyển thư vào khoảng năm 1911. Mặc dù thế hệ máy bay đầu tiên không hoàn toàn được thiết kế cho việc vận chuyển, Vào khoảng những năm 1920`s thì ngành lắp ráp và chế tạo máy bay mới có thể chế tạo được những máy bay có sức chở hàng hóa.

## Các ví dụ

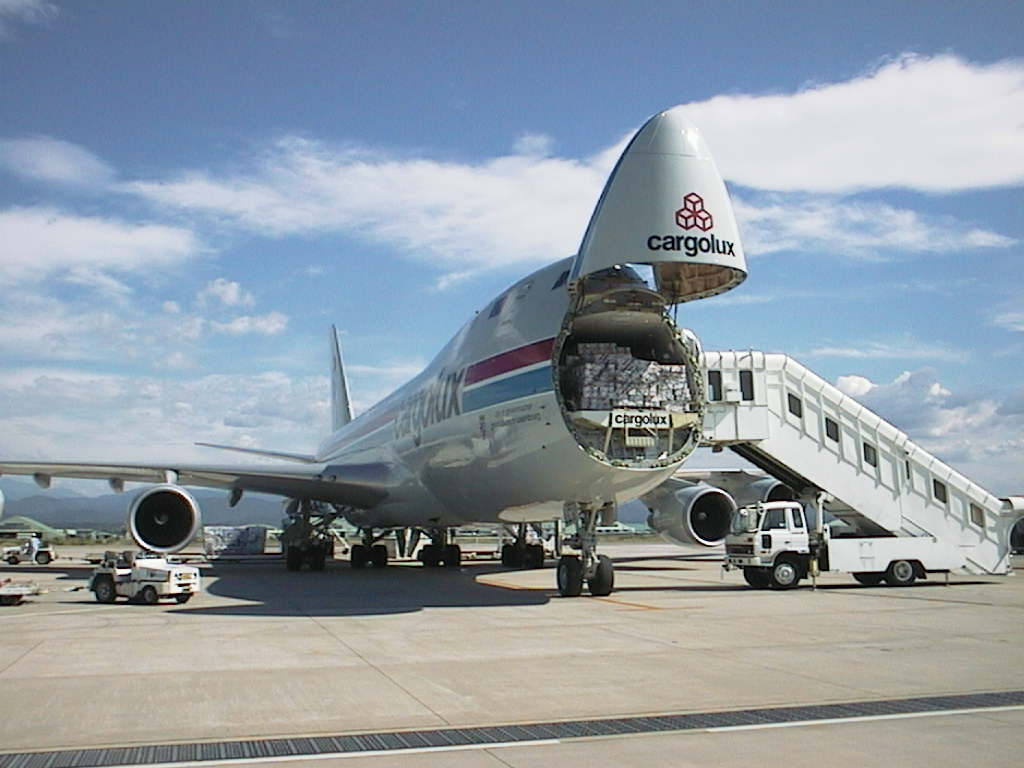
Cargolux Boeing 747-400F

[[Tập tin:HeavyLift Cargo Airlines (RP-C8017) Boeing 727-100F at Sydney Airport.jpg|nhỏ|One of Heavylift's

### Các máy bay vận chuyển bưu phẩm và hàng hậu cần
- Avro Lancastrian
- Avro York (Berlin Airlift)
- Boeing C-7000
- Curtiss JN4H
- Douglas M-2

### Máy bay chuyên chở/hàng hóa dân dụng
- Aero Spacelines Super Guppy
- Airbus A300 (chuyển đổi)
- Airbus A310
- Airbus A330
- Airbus A380F
- Antonov An-225 Mriya
- Antonov Antonov An-124
- Boeing 727
- Boeing 737 (chuyển đổi)
- Boeing 747
- Boeing 757
- Boeing 767 Freighter
- Boeing 777 Freighter
- Boeing 747 Large Cargo Freighter (Dreamlifter)
- Boeing MD-10
- Douglas DC-3
- Douglas DC-9
- McDonnell Douglas DC-10
- McDonnell Douglas MD-11

### Máy bay hạng nhẹ
- Cessna Caravan
- Shorts 330

### Máy bay vận tải quân sự
Xem: Máy bay vận tải quân sự

### Máy bay vận tải thử nghiệm
- Hughes H-4 Hercules ("Spruce Goose")
- Lockheed R6V Constitution
- LTV XC-142